# Xã Martinton, Quận Iroquois, Illinois
Xã Martinton (tiếng Anh: Martinton Township) là một xã thuộc quận Iroquois, tiểu bang Illinois, Hoa Kỳ. Năm 2010, dân số của xã này là 943 người.